# Claudia Winkleman
Claudia Anne Irena Winkleman, née le 15 janvier 1972, est une présentatrice de télévision, critique de cinéma et journaliste de radio britannique.

## Biographie
Entre 2004 et 2010, elle présente Strictly Come Dancing: It Takes Two les soirs de semaine sur BBC Two. Depuis 2010, elle co-présentée l'émission de résultats de Strictly Come Dancing le dimanche soir avec Tess Daly sur BBC One. Depuis 2014, elle est co-animatrice principale aux côtés de Daly lors des émissions en direct du samedi soir, après le départ de Bruce Forsyth. Elle est nommée deux fois pour le British Academy Television Award for Best Entertainment Performance pour son travail sur Strictly Come Dancing.
Winkleman est également la présentatrice du l'émission de la BBC Film..., remplaçant Jonathan Ross après son passage à ITV en 2010. Elle est la co-présentatrice de Let's Sing and Dance pour ses deux premières saisons avec Steve Jones. De 2013 à 2016, elle présente sur BBC Two The Great British Sewing Bee.
Son apparence usuelle comprend des cheveux noirs avec une frange caractéristique. Elle est mariée et a trois enfants.